# Prinsengracht 533
Prinsengracht 533 te Amsterdam is een gebouw aan de Prinsengracht in Amsterdam-Centrum.

## Inleiding
De Prinsengracht werd in gedeelten aangelegd en volgebouwd in de 17e eeuw. De stad Amsterdam was toen het Singel overgestoken en voordat de Jordaan werd gebouwd was het de buitengrens van bebouwing. Die historie houdt dan ook in dat de oorspronkelijke bebouwing (grotendeels) is afgebroken dan wel afgebrand om plaats te maken voor nieuwbouw, waarbij soms deze cyclus weer herhaald werd. Huisnummer 533 is gesitueerd aan de oostelijke gevelwand tussen de Runstraat en Leidsegracht. Het is daar het eerste gebouw met een huisnummer aan de gracht; het hoekpand aan de Runstraat kreeg een huisnummer aldaar.

## Gebouw
Prinsengracht 533 werd op 8 september 1970 opgenomen in het rijksmonumentenregister; (4354). Het register omschrijft het als volgt:
Pand met klokgevel uit het derde kwart van de 18e eeuw; het heeft een houten pui uit de Lodewijk XVI-stijl
Het gebouw viel eerder onder monumentenzorg; het bureau kwam regelmatig langs om het gebouw te fotograferen. Er is sinds de jaren vijftig dus nauwelijks iets veranderd. Het gebouw heeft een verhoogde begane grond boven een souterrain met daarboven drie woonetages en een zolderruimte. De houten pui laat veel uitkragingen zien. De stijlen van de toegangsdeur naar de begane grond komen enigszins naar voren. Voor het zolderluik zit de hijsbalk. Het gebouw heeft drie raamrijen. In 1996 vond herstel aan fundering plaats.
Prinsengracht 535 is ook een rijksmonument, maar ziet er totaal anders uit.